# Batalla de Fiesole
La batalla de Fiesole fue un enfrentamiento militar librado en 225 a. C. entre la República romana y las tribus celtas de la Galia Cisalpina, con victoria de la primera.

## Antecedentes
Después de varias derrotas ante las legiones romanas, los celtas permanecieron en paz con la República por cuarenta y cinco años, pero lentamente la generación de jefes veteranos de esas campañas fueron reemplazados por otros más jóvenes que nunca experimentaron el sufrimiento padecido ante Roma. Ante el menor pretexto empezaron a atacar los asentamientos romanos y hacer alianzas con sus parientes que vivían al norte de los Alpes. Al principio, estos tratos se hicieron en secreto, por lo que en 237 a. C., cuando una gran multitud de galos del norte llegó a Ariminum (Rímini), los boyos les atacaron y dieron muerte a sus jefes Atis y Galato en batalla. Poco después, una legión llegó al lugar a enfrentar la amenaza pero al encontrar que los celtas se habían autodestruido regresó a casa.
Poco después, en 232 a. C., durante el consulado de Marco Emilio Lépido, se repartieron las antiguas tierras de los senones en el Piceno entre colonos romanos según propuso el tribuno de la plebe Cayo Flaminio. Esto alarmó a los galos, especialmente a los boyos, que ahora tenían frontera con Roma. Las tensiones ya no eran un asunto de supremacía sino de supervivencia o expulsión. Por ello enviaron mensajeros a los gesatas, celtas que vivían entre los Alpes y el Ródano y eran famosos mercenarios. Les prometieron mucho oro y tierras ricas en caso de victoria y les recordaron que sus ancestros habían tomado Roma, ocupándola por siete meses y abandonándola por voluntad propia y con botín, por lo que les fue fácil persuadirlos de una alianza. Así se empezó a reunir el mayor ejército jamás convocado por los galos. Los romanos se enteraron y de inmediato reunieron granos y hombres y se aproximaron a las fronteras.
Cuando la gran y bien equipada fuerza de los gesatas cruzó los Alpes y entró al valle del Po se encontró con el apoyo de ínsubrios y boyos, pero los romanos habían enviado embajadores a los vénetos y cenómanos, que se pasaron a su bando y forzaron a los celtas a distraer guerreros para sus hogares de esas tribus. Los celtas saquearon hasta Etruria, sin encontrar resistencia y dirigiéndose a Roma, aprovechando que el cónsul Cayo Atilio Régulo estaba con su ejército en Sardinia (Cerdeña). Solamente estaba su colega, Lucio Emilio Papo, un pretor y sus legiones en Ariminum, lo que causó mucha alarma en Roma por miedo a repetir otra Alia. Los romanos exigieron a sus aliados movilizar a sus soldados mientras ellos hacían lo propio y se hizo acopió de granos. Los itálicos estaban aterrados, pues sabían que no sólo el destino de Roma sino que el propio dependía de rechazar tan enorme invasión. Por eso colaboraron y obedecieron sin demora.

## Fuerzas enfrentadas
Polibio señala que los celtas sumaban 50.000 infantes y 20.000 jinetes y carros de guerra, lo que empequeñece la invasión de Aníbal Barca. En tanto que cada cónsul mandaba cuatro legiones, compuestas por 5.200 infantes y 300 jinetes cada una.

## Batalla
Al llegar a Clusium (Chiusi), los celtas se enteraron de que la vanguardia romana los seguía de cerca. Deseosos de enfrentarlos, dieron media vuelta y se acercaron. Al anochecer ambos ejércitos acamparon muy cerca el uno del otro, pero los celtas dejaron sus fogatas encendidas y a su caballería con órdenes de esperar al amanecer y luego seguir a los romanos. Su infantería se retiró a un pueblo llamado Faesulae (Fiesole), donde se ocultaron para emboscar a los romanos.
Al amanecer, los romanos vieron a la caballería enemiga sola y creyeron que los celtas habían huido durante la noche. Por eso, siguieron a los jinetes galos a toda velocidad creyendo que se retiraban. Al llegar al lugar acordado, los galos les atacaron sorpresivamente y el combate fue muy reñido al principio, pero el valor y superioridad numérica de los invasores se impuso y forzaron a los legionarios a retirarse a una colina que les brindaba una sólida posición natural; 6.000 romanos quedaron muertos en el campo.
Los galos intentaron asediarlos, pero estaban agotados por la marcha nocturna, así que fueron a descansar y beber mientras su caballería vigilaba a los vencidos. Su intención era asediarlos al día siguiente. Pero en esos momentos llegó el cónsul Papo desde la costa del mar Adriático, apresurado después de saber de la invasión. Acampó cerca de ambas fuerzas contendientes y se dio cuenta de lo sucedido, luego envió mensajeros a través de los bosques cercanos para informar al pretor de la situación. Los galos lo vieron y llamaron un consejo. Aneroëstes opinó que ya habían capturado un gran botín en artículos, esclavos y ganado por lo que no era prudente arriesgarse a dar batalla, siendo preferible volver a sus tierras con sus tesoros y luego, libres de la carga, dar batalla. Los demás jefes siguieron su consejo y acordaron levantar el campamento al amanecer y retirarse siguiendo la costa.
A la mañana siguiente, el cónsul ordenó a sus tribunos militares dirigirse con la infantería a la colina mientras él mandaba la caballería, pudiendo sumar a los sobrevivientes a su ejército.

## Consecuencias
Papo decidió que era muy riesgoso presentar batalla y se limitó a seguir a los celtas, sin saber que su colega Régulo había desembarcado con sus legiones en Pisa. Pronto se daría el combate definitivo en Telamón.
La guerra facilitó la conquista de Hispania por Asdrúbal el Bello. Los romanos debieron despreocuparse de ese territorio y firmar un tratado con el general púnico.
Respecto a la batalla, los eruditos modernos señalan una inconsistencia. Clusium y Faesulae están demasiado lejos, 125 km, como para que un ejército de infantería antigua pueda marchar entre ambas en una jornada, mucho menos de noche. Es posible que Polibio o uno de los manuscritos que utilizó como fuentes tuviera mal escrito el nombre del lugar; también podría suceder que Polibio se equivocase al señalar el tiempo en el que los galos se retiraron desde Clusium. Una tercera opción es que existiera en esa época un pueblo o ciudad con ese nombre o similar y cercano a Clusium pero que no ha sobrevivido en la historia. La última posibilidad es que Polibio confundiese dos eventos en uno: la primera batalla en Faesulae y la campaña en Clusium.

### Antigua
- Polibio. Historias. Libro II. Digitalizado por UChicago. Basado en traducción griego antiguo-inglés por William Roger Paton, 1922, Londres: W. Heinemann, volumen I de Loeb Classical Library.

### Moderna
- Allen, Stephen (2001). Celtic Warrior: 300 BC-AD 100. Oxford: Osprey Publishing. ISBN 1-84176-143-5.
- Sampson, Gareth C. (2016). Rome Spreads Her Wings: Territorial Expansion Between the Punic Wars. Pen and Sword. ISBN 9781473874534.